# Lyttelton (Neuseeland)

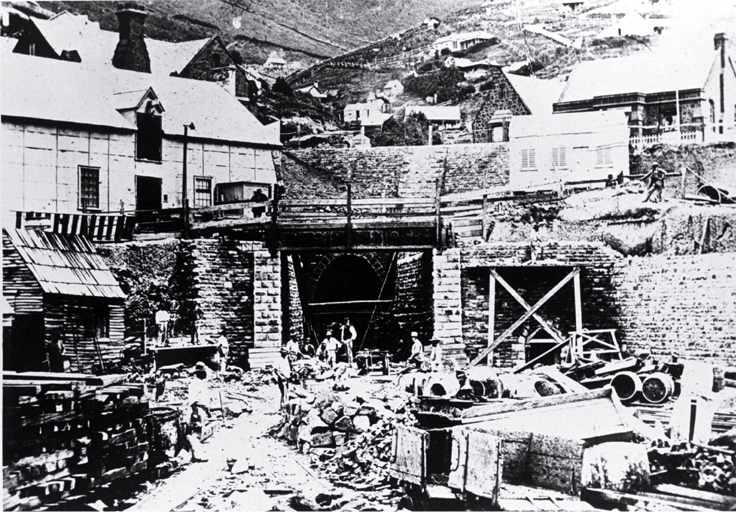
Bau des Eisenbahntunnels im Jahre 1867

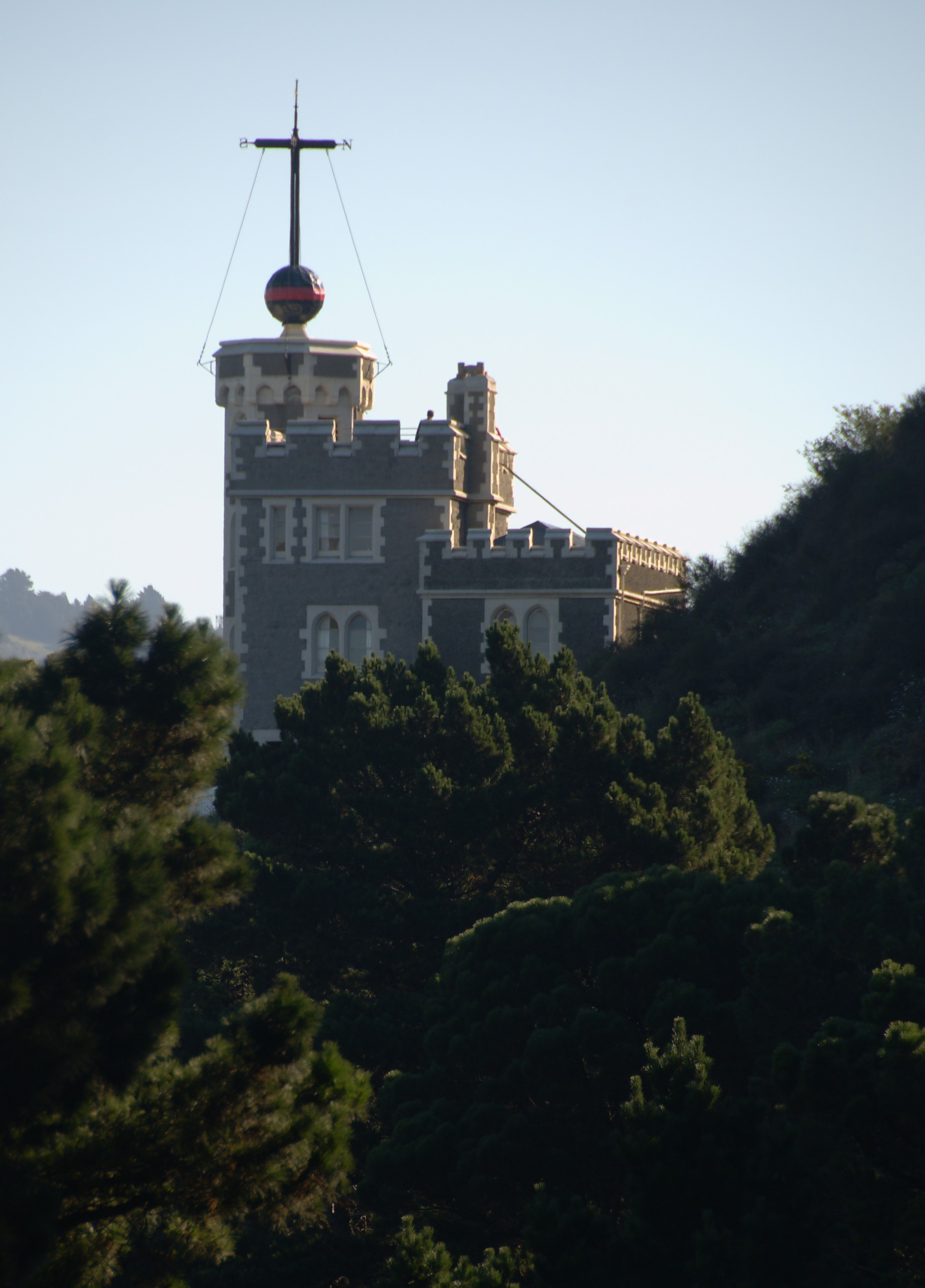
Die Timeball Station im Jahre 2008

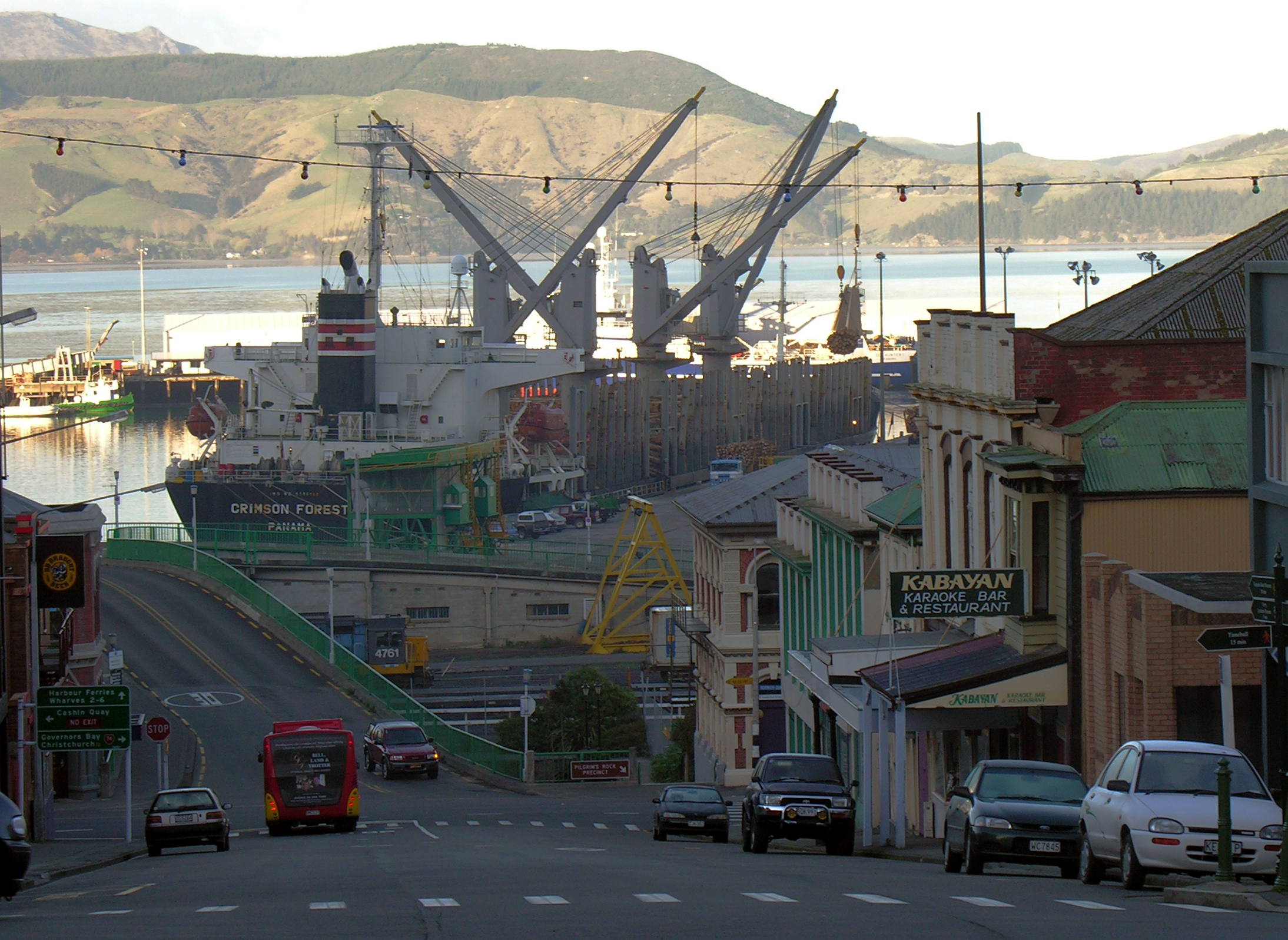
Blick von der Oxford Street auf das Hafengebiet

Lyttelton (Maori Te whaka raupo) ist eine kleine Hafenstadt im Stadtgebiet von Christchurch City auf der Südinsel von Neuseeland.

## Namensherkunft
In der Gründungszeit zumeist Port Cooper oder Port Victoria genannt, wurde die Stadt offiziell in 1858 zu Ehren von George Lyttelton, 4. Baron Lyttelton, der seinerzeit eine bedeutende Persönlichkeit der Canterbury Association war, in Lyttelton umbenannt.

## Geographie
Lyttelton befindet sich rund 10 km südöstlich des Stadtzentrums von Christchurch, an der Nordküste des Lyttelton Harbour in der Caldera eines ehemaligen Vulkans, der die Banks Peninsula und die zwischen Christchurch und Lyttelton liegenden Port Hills formte. Die Stadt liegt von West nach Ost eingekesselt von den steilen Hängen der ehemaligen Caldera, die nordwestlich von Lyttelton mit 499 m den höchsten Punkt der Port Hills markiert. Nach Süden hin offen, befindet sich der Hafen, der u. a. als Seehafen für die Stadt Christchurch dient. Bis zum Zugang zum Pazifischen Ozean östlich der Stadt sind es vom Hafen aus rund 8 km.
Südwestlich von Lyttelton gibt es im Lyttelton Harbour eine unbewohnte Insel, Quail Island genannt, und neben der Stadt noch ein paar weitere kleinere Ansiedlungen, von denen Governors Bay und Diamond Harbour die bekanntesten sind.

## Geologie
Vor etwa 500.000 Jahren befand sich im Gebiet des heutigen Lyttelton ein aktiver Vulkan, der die Caldera des heutigen Lyttelton Harbour ausbildete. Vor rund 15.000 Jahren konnte aufgrund des ansteigenden Meeresspiegels in die tiefer gelegenen Kraterteile Meerwasser eindringen, aufgrund dessen der heutige Lyttelton Harbour entstand, der sich ab der Pegasus Bay im Norden 18 km in südwestliche Richtung ausdehnt.

## Geschichte
Bereits vor 1000 Jahren soll die Gegend um das heutige Lyttelton von Māori bewohnt gewesen sein. Sie nannten den Ort Te whaka raupo, was so viel bedeutet wie „Hafen der Binsen/Schilfrohre“. Das Gebiet wurde von Europäern erstmals am 16. Februar 1770 gesichtet, als die Endeavour unter dem Seefahrer und Entdecker James Cook die Küste befuhr. Den Lyttelton Harbour selbst befuhr vermutlich der der Kapitän S. Chase auf seiner Pegasus im Jahr 1809. 1830 folgte der Walfänger Antarctic und wenig später die Errichtung von Walfangstationen in der Bucht.
1849 wurde das zuvor gegründete Lyttelton zur Hafenstadt erklärt. In den folgenden Jahren erlebte der Ort eine Blütezeit, als die 1848 gegründete Canterbury Association, die mit Unterstützung der Church of England auf der Südinsel eine Kolonie errichten wollte, die gerade sich entwickelnde Hafenstadt zu ihrem Landungspunkt erklärte. Diese Entscheidung für Lyttelton wurde wegen seiner günstigen Lage getroffen, da der Ort einerseits geschützt lag, aber im Hinterland reichlich Platz für Landwirtschaft vorhanden war.
1850 wurde in Lyttelton die Lyttelton Times gegründet, zog 1863 nach Christchurch und wurde am 1. August 1929 in Christchurch Times umbenannt und 1935 für immer eingestellt.
Am 12. September 1867 wurde der erste Eisenbahntunnel Neuseelands eröffnet, der Lyttelton mit dem damals aufstrebenden Christchurch verband. Lyttleton wurde damit zum Ausgangspunkt der Bahnstrecke Lyttelton–Invercargill, auf der heute planmäßig aber nur Güterzüge verkehren.

## Ereignisse
- 1901 – Lyttelton war Ausgangspunkt der Discovery-Expedition (1901–1904) unter Robert Falcon Scott und der Nimrod-Expedition (1907–1909) unter der Leitung von Ernest Shackleton, zweier britischer Forschungs- und Entdeckungsreisen in die Antarktis.
- 1996 – Die meisten Außenaufnahmen für den Horrorfilm The Frighteners von Peter Jackson aus dem Jahr 1996 wurden in Lyttelton gedreht.
- 2010 – Am 4. September 2010 führte das Darfield-Erdbeben bereits zu kleineren Schäden in Lyttelton.
- 2011 – Am 22. Februar 2011 führte das als Christchurch-Erdbeben bekannte gewordene Erdbeben zu erheblichen Zerstörungen, Erdrutschen und blockierten Straßen auch in Lyttelton.

## Bevölkerung
Zum Zensus des Jahres 2013 zählte der Ort 2859 Einwohner, 6,9 % weniger als zur Volkszählung im Jahr 2006.

## Timeball Station
1876 wurde oberhalb des Hafens eine Timeball-Station errichtet. Die Apparatur an dem schlossartigen Gebäude wurde von der deutschen Firma Siemens geliefert. Früher zur Zeiteinstellung für die Seeleute unerlässlich, erfüllte sie ihren ursprünglichen Zweck bis 1934, bis 1941 wurde sie noch für Flaggensignale genutzt. In den 1970er Jahren wurde eine umfangreiche Restaurierung vorgenommen, in deren Folge die Station 1978 für Besucher geöffnet und 1983 vom New Zealand Historic Places Trust in die Kategorie 1 (Stätten von besonderer oder herausragender geschichtlicher oder kultureller Bedeutsamkeit) der historischen Plätze eingestuft wurde. Im Jahre 2010 war die Station eine von noch etwa 60 existierenden weltweit, nur eine von fünf in betriebsfähigem Zustand und die einzig verbliebene in Neuseeland.
Nachdem das Darfield-Erdbeben am 4. September 2010 bereits kleinere Schäden an der Station verursacht hatte, wurde sie beim Christchurch-Erdbeben vom 22. Februar 2011 so stark zerstört, dass die Ruine aus Sicherheitsgründen abgetragen werden muss. Das Gebäude gilt seither als „Lost Heritage“ (verlorenes Kulturgut).

## Sehenswürdigkeiten
In Lyttelton befindet sich nicht nur der älteste Eisenbahntunnel des Landes, sondern auch der längste Straßentunnel Neuseelands, der seit 1964 die extrem steile Passage über die Port Hills nach Christchurch als wichtigste Straßenverbindung ablöste.
Bekannte Sehenswürdigkeiten der Stadt sind die Hafenanlagen und ehemals die Holy Trinity Church. Das älteste Kirchengebäude der Region, für dessen Errichtung Steinblöcke von der nahe gelegenen Insel Quail Island verbaut wurden, wurde nach dem Erdbeben von 2011 abgerissen.

## Namensgeberin
Die Stadt Lyttelton ist Namensgeberin für das antarktische Kap Lyttelton.

## Persönlichkeiten
- Elizabeth Best Taylor (1868–1941), Vertreterin der Abstinenzbewegung in Neuseeland, Community Leader und Sozialreformerin
- Edward Michael Joyce (1904–1964), römisch-katholischer Geistlicher, Bischof von Christchurch 1950–1964